# Kapalinový tlakoměr
Kapalinový tlakoměr je velice přesný přístroj na měření atmosférického tlaku. Nejčastěji se můžeme setkat se rtuťovými tlakoměry, které fungují na principu Torricelliho pokusu. 

## Princip a fungování

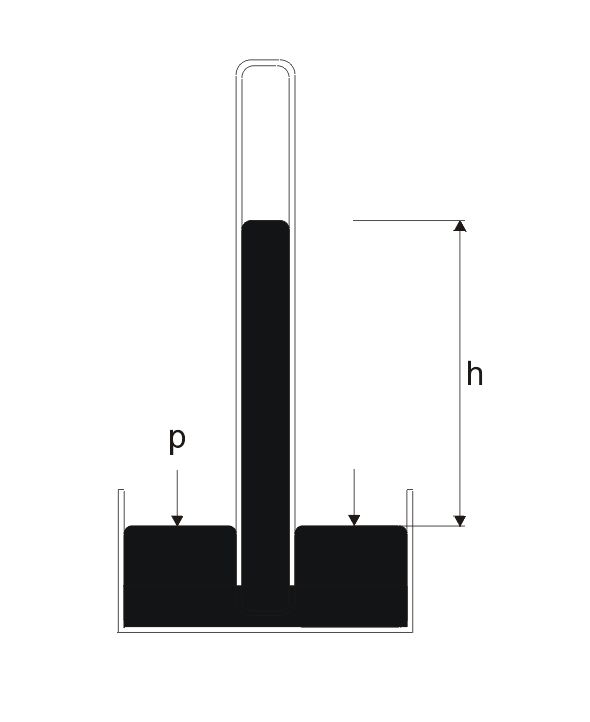
schéma rtuťového tlakoměru

Rtuťový tlakoměr udává tlak vzduchu výškou rtuťového sloupce ve vzduchoprázdné skleněné trubici, která je nahoře uzavřena a dole ponořena do nádoby s rtutí. Hmotnost rtuti vytlačené do trubice je v rovnováze s hmotností atmosféry, která působí na hladinu rtuti v nádobce. S kolísáním atmosférického tlaku kolísá výška sloupce rtuti v trubici. Jinak řečeno rtuť se v trubici ustálí v takové výšce h, při níž je hydrostatický tlak rtuťového sloupce roven atmosférickému tlaku.
V meteorologické službě se používá velice přesných rtuťových tlakoměrů, které jsou vybaveny stupnicí a zvláštním zařízením (nonius) s malým pomocným měřítkem, které usnadňuje přesné čtení. Takto odečtený tlak je potřeba redukovat na teplotu 0 °C (kvůli tepelné roztažnosti), k čemuž slouží tabulky a malý teploměr, který je součástí tlakoměru a udává teplotu trubice se rtutí.
Kapalinový tlakoměr vynalezl Jan Evangelista Torricelli. 
|  |  |  |